# Aphyllanthoideae

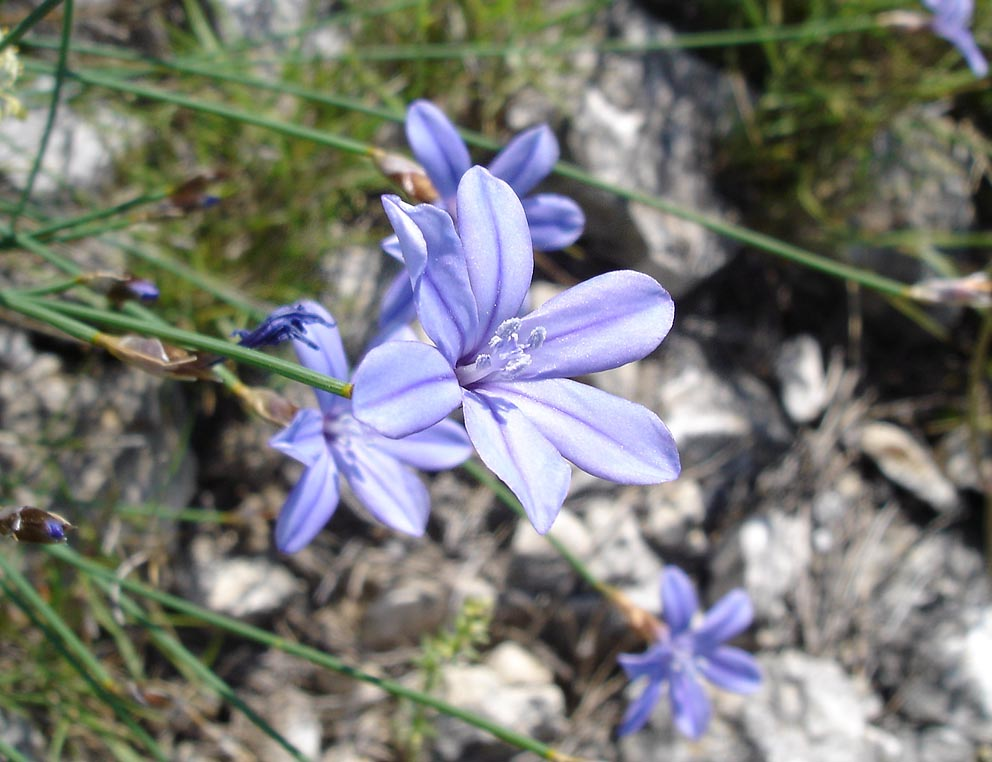
Flor de A. monspeliensis

Aphyllanthoideae é uma subfamília monotípica de plantas com flor monocotiledóneas da família Asparagaceae, cujo único género é Aphyllanthes, também um táxon monotípico tendo como única espécie Aphyllanthes monspeliensis. A espécie tem distribuição natural nas regiões semi-áridas da parte ocidental da bacia do Mediterrâneo. A espécie é cultivada como planta ornamental.

## Descrição

### Morfologia
São plantas glabras com rizoma horizontal, longo. Escapos de até 45 x 1,5 cm, numerosos, estriados. Folhas de até 10 cm de comprimento, purpuráceas, com parte externa trinervada verde, frecuentemente prolongadas num mucrão. Flores rodeadas de 6-7 brácteas de 4,5-10 mm, coriáceas, ovadas ou oblongas, a externa ovado-lanceolada e longamente mucronada. Tépalas de 15-20 mm de comprimento, oblongas, obtusas, persistentes, com parte superior divaricada e parte inferior formando um tubo rodeado pelas brácteas, azul-violeta, raras vezes brancas. Estames mais curtos que as tépalas, com anteras de 1-1,5 mm, amarelas. Cápsulas de 3,54 mm, apiculadas. Sementes densa e diminutamente tuberculadas, negras. Floresce e fructifica de fevereiro a junho.
A planta produz agrupamentos de inflorescências escaposas, cujos escapos são na realidade o principal órgão foto-sintético, já que as folhas escariosas na base não são fotossintéticas. A inflorescência tem poucas flores, com tépalas usualmente azuis de tamanho mediano. O número de cromosomas é n=16. A planta apresenta grandes semelhanças morfológicas com os membros do género Sisyrinchium.
Aphyllanthes são plantas muito utilizadas em jardins de rochas devido a serem os solos secos e rochosos o seu habitat preferido. Por serem originários do Mediterrâneo, estão adaptados ao calor e à seca. Além disso, as suas flores grandes e brilhantes são uma característica atraente que resultou no aumento do cultivo dessa espécie para introdução no mercado das flores de corte.

### Distribuição
A única espécie que integra esta subfamília monotípica, Aphyllanthes monspeliensis, ocorre nas regiões costeiras do Mediterrâneo Ocidental, na metade sul da França, metade oriental da Península Ibérica e alguns pontos do norte de África. Ocorre até aos 1600 (1800) metros de altitude, sendo rara a presença em lugares muito áridos.

## Filogenia e sistemática

### Filogenia
Tradicionalmente incluído nas Liliaceae, o género Aphyllanthes foi reconhecido, com base nos resultados de múltiplas análises, ao nível taxonómico de subfamília pelos modernos sistemas de classificação filogenética, como o sistema APG III (de 2009) e o APWeb (2001 em diante), que a incluem numa família Asparagaceae sensu lato (ver Asparagales para uma discussão deste último clado).
Apesar disso, o género Aphyllanthes aparece com uma variação muito longa numa análise incorporando três genes, pelo que a sua posição filogenética é pouco clara, mas a sua remoção de algumas análise disminui drasticamente o apoio. Uma relação de Aphyllantes como grupo irmão de Scilloideae (antes Hyacinthaceae) foi encontrada num estudo de 2001. mas estudos poeteriores permitem colocá-lo como grupo-irmão de Lomandroideae (antes Laxmanniaceae), mas com baixo apoio.
A árvore filogenética das Asparagales 'nucleares', incluindo aquelas famílias que foram reduzidas ao estatuto de subfamílias, é a que se mostra abaixo. O grupo inclui as duas maiores famílias da ordem, isto é, aqueles com maior número de espécies, as Amaryllidaceae e as Asparagaceae. Nesta circunscrição taxonómica a família Amaryllidaceae é o grupo irmão da família Asparagaceae e a subfamília Aphyllanthoideae o grupo irmão do clado constituídos pelas Brodiaeoideae + Scilloideae.
|  | Agapanthoideae (= Agapanthaceae)                                                                          |
|  | |
|  | \| \| Allioideae (= Alliaceae s.s.) \| \| \| \| \| \| Amaryllidoideae (= Amaryllidaceae s.s.) \| \| \| \| |
|  | |
|  | Allioideae (= Alliaceae s.s.)                                                                             |
|  | |
|  | Amaryllidoideae (= Amaryllidaceae s.s.)                                                                   |
|  | |

|  | Allioideae (= Alliaceae s.s.)           |
|  |                                         |
|  | Amaryllidoideae (= Amaryllidaceae s.s.) |
|  |                                         |

|  | Aphyllanthoideae (= Aphyllanthaceae)                                                            |
|  |                                                                                                 |
|  | \| \| Brodiaeoideae (= Themidaceae) \| \| \| \| \| \| Scilloideae (= Hyacinthaceae) \| \| \| \| |
|  |                                                                                                 |
|  | Brodiaeoideae (= Themidaceae)                                                                   |
|  |                                                                                                 |
|  | Scilloideae (= Hyacinthaceae)                                                                   |
|  |                                                                                                 |

|  | Brodiaeoideae (= Themidaceae) |
|  |                               |
|  | Scilloideae (= Hyacinthaceae) |
|  |                               |

|  | Aphyllanthoideae (= Aphyllanthaceae)                                                            |
|  |                                                                                                 |
|  | \| \| Brodiaeoideae (= Themidaceae) \| \| \| \| \| \| Scilloideae (= Hyacinthaceae) \| \| \| \| |
|  |                                                                                                 |
|  | Brodiaeoideae (= Themidaceae)                                                                   |
|  |                                                                                                 |
|  | Scilloideae (= Hyacinthaceae)                                                                   |
|  |                                                                                                 |

|  | Brodiaeoideae (= Themidaceae) |
|  |                               |
|  | Scilloideae (= Hyacinthaceae) |
|  |                               |

|  | Lomandroideae (= Laxmanniaceae)                                                                   |
|  |                                                                                                   |
|  | \| \| Asparagoideae (= Asparagaceae s.s.) \| \| \| \| \| \| Nolinoideae (= Ruscaceae) \| \| \| \| |
|  |                                                                                                   |
|  | Asparagoideae (= Asparagaceae s.s.)                                                               |
|  |                                                                                                   |
|  | Nolinoideae (= Ruscaceae)                                                                         |
|  |                                                                                                   |

|  | Asparagoideae (= Asparagaceae s.s.) |
|  |                                     |
|  | Nolinoideae (= Ruscaceae)           |
|  |                                     |

|  | Aphyllanthoideae (= Aphyllanthaceae)                                                            |
|  |                                                                                                 |
|  | \| \| Brodiaeoideae (= Themidaceae) \| \| \| \| \| \| Scilloideae (= Hyacinthaceae) \| \| \| \| |
|  |                                                                                                 |
|  | Brodiaeoideae (= Themidaceae)                                                                   |
|  |                                                                                                 |
|  | Scilloideae (= Hyacinthaceae)                                                                   |
|  |                                                                                                 |

|  | Brodiaeoideae (= Themidaceae) |
|  |                               |
|  | Scilloideae (= Hyacinthaceae) |
|  |                               |

|  | Aphyllanthoideae (= Aphyllanthaceae)                                                            |
|  |                                                                                                 |
|  | \| \| Brodiaeoideae (= Themidaceae) \| \| \| \| \| \| Scilloideae (= Hyacinthaceae) \| \| \| \| |
|  |                                                                                                 |
|  | Brodiaeoideae (= Themidaceae)                                                                   |
|  |                                                                                                 |
|  | Scilloideae (= Hyacinthaceae)                                                                   |
|  |                                                                                                 |

|  | Brodiaeoideae (= Themidaceae) |
|  |                               |
|  | Scilloideae (= Hyacinthaceae) |
|  |                               |

|  | Lomandroideae (= Laxmanniaceae)                                                                   |
|  |                                                                                                   |
|  | \| \| Asparagoideae (= Asparagaceae s.s.) \| \| \| \| \| \| Nolinoideae (= Ruscaceae) \| \| \| \| |
|  |                                                                                                   |
|  | Asparagoideae (= Asparagaceae s.s.)                                                               |
|  |                                                                                                   |
|  | Nolinoideae (= Ruscaceae)                                                                         |
|  |                                                                                                   |

|  | Asparagoideae (= Asparagaceae s.s.) |
|  |                                     |
|  | Nolinoideae (= Ruscaceae)           |
|  |                                     |

|  | Agapanthoideae (= Agapanthaceae)                                                                          |
|  | |
|  | \| \| Allioideae (= Alliaceae s.s.) \| \| \| \| \| \| Amaryllidoideae (= Amaryllidaceae s.s.) \| \| \| \| |
|  | |
|  | Allioideae (= Alliaceae s.s.)                                                                             |
|  | |
|  | Amaryllidoideae (= Amaryllidaceae s.s.)                                                                   |
|  | |

|  | Allioideae (= Alliaceae s.s.)           |
|  |                                         |
|  | Amaryllidoideae (= Amaryllidaceae s.s.) |
|  |                                         |

|  | Aphyllanthoideae (= Aphyllanthaceae)                                                            |
|  |                                                                                                 |
|  | \| \| Brodiaeoideae (= Themidaceae) \| \| \| \| \| \| Scilloideae (= Hyacinthaceae) \| \| \| \| |
|  |                                                                                                 |
|  | Brodiaeoideae (= Themidaceae)                                                                   |
|  |                                                                                                 |
|  | Scilloideae (= Hyacinthaceae)                                                                   |
|  |                                                                                                 |

|  | Brodiaeoideae (= Themidaceae) |
|  |                               |
|  | Scilloideae (= Hyacinthaceae) |
|  |                               |

|  | Aphyllanthoideae (= Aphyllanthaceae)                                                            |
|  |                                                                                                 |
|  | \| \| Brodiaeoideae (= Themidaceae) \| \| \| \| \| \| Scilloideae (= Hyacinthaceae) \| \| \| \| |
|  |                                                                                                 |
|  | Brodiaeoideae (= Themidaceae)                                                                   |
|  |                                                                                                 |
|  | Scilloideae (= Hyacinthaceae)                                                                   |
|  |                                                                                                 |

|  | Brodiaeoideae (= Themidaceae) |
|  |                               |
|  | Scilloideae (= Hyacinthaceae) |
|  |                               |

|  | Lomandroideae (= Laxmanniaceae)                                                                   |
|  |                                                                                                   |
|  | \| \| Asparagoideae (= Asparagaceae s.s.) \| \| \| \| \| \| Nolinoideae (= Ruscaceae) \| \| \| \| |
|  |                                                                                                   |
|  | Asparagoideae (= Asparagaceae s.s.)                                                               |
|  |                                                                                                   |
|  | Nolinoideae (= Ruscaceae)                                                                         |
|  |                                                                                                   |

|  | Asparagoideae (= Asparagaceae s.s.) |
|  |                                     |
|  | Nolinoideae (= Ruscaceae)           |
|  |                                     |

|  | Aphyllanthoideae (= Aphyllanthaceae)                                                            |
|  |                                                                                                 |
|  | \| \| Brodiaeoideae (= Themidaceae) \| \| \| \| \| \| Scilloideae (= Hyacinthaceae) \| \| \| \| |
|  |                                                                                                 |
|  | Brodiaeoideae (= Themidaceae)                                                                   |
|  |                                                                                                 |
|  | Scilloideae (= Hyacinthaceae)                                                                   |
|  |                                                                                                 |

|  | Brodiaeoideae (= Themidaceae) |
|  |                               |
|  | Scilloideae (= Hyacinthaceae) |
|  |                               |

|  | Aphyllanthoideae (= Aphyllanthaceae)                                                            |
|  |                                                                                                 |
|  | \| \| Brodiaeoideae (= Themidaceae) \| \| \| \| \| \| Scilloideae (= Hyacinthaceae) \| \| \| \| |
|  |                                                                                                 |
|  | Brodiaeoideae (= Themidaceae)                                                                   |
|  |                                                                                                 |
|  | Scilloideae (= Hyacinthaceae)                                                                   |
|  |                                                                                                 |

|  | Brodiaeoideae (= Themidaceae) |
|  |                               |
|  | Scilloideae (= Hyacinthaceae) |
|  |                               |

|  | Lomandroideae (= Laxmanniaceae)                                                                   |
|  |                                                                                                   |
|  | \| \| Asparagoideae (= Asparagaceae s.s.) \| \| \| \| \| \| Nolinoideae (= Ruscaceae) \| \| \| \| |
|  |                                                                                                   |
|  | Asparagoideae (= Asparagaceae s.s.)                                                               |
|  |                                                                                                   |
|  | Nolinoideae (= Ruscaceae)                                                                         |
|  |                                                                                                   |

|  | Asparagoideae (= Asparagaceae s.s.) |
|  |                                     |
|  | Nolinoideae (= Ruscaceae)           |
|  |                                     |

### Sistemática
A subfamília é reconhecida pelo sistema APG IV, de 2016 (sem alterações desde o sistema APG II de 2003) Aphyllanthoideae era anteriormente tratada ao nível de família, como Aphyllanthaceae.
A subfamília integra um único género e uma única espécie (de acordo com Royal Botanic Gardens, Kew):
- Aphyllanthes L., Sp. Pl.: 294 (1753). 1 espécie:
  - Aphyllanthes monspeliensis L., Species Plantarum: 294 (1753).

A espécie apresenta a seguinte sinonímia:
- Aphyllanthes monspeliensium Vill. [1787, Hist. Pl. Dauph., 2: 143]
- Aphyllanthes juncea Salisb. [1807, Parad. Lond.: tab. 9]
- Aphyllanthes cantabrica Bubani [1902, Fl. Pyr., 4: 111] [nom. illeg.]
- Aphyllanthes caerulea St.-Lag.

A espécie é conhecida pelo nome comum de  «junquilho-azul».

## Galeria

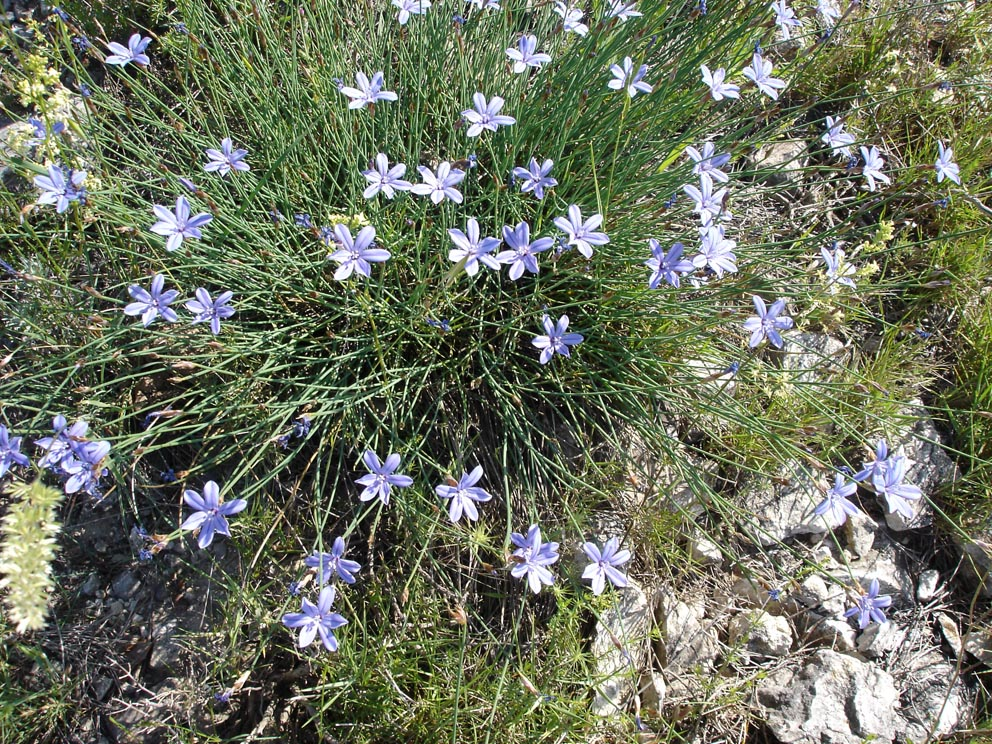
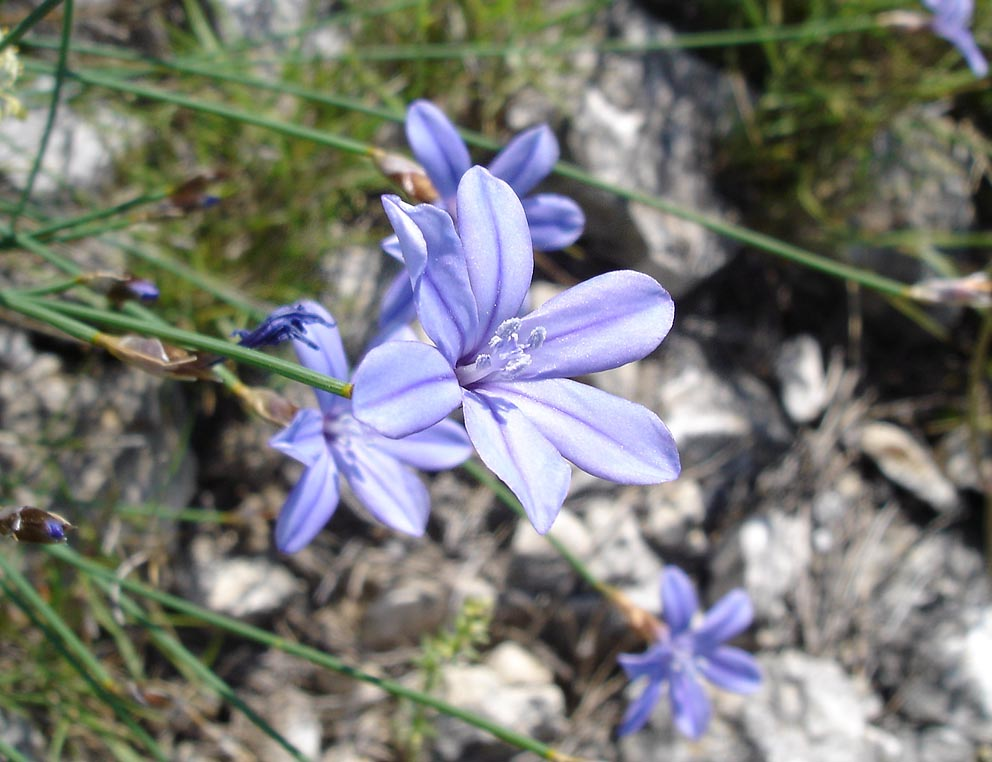
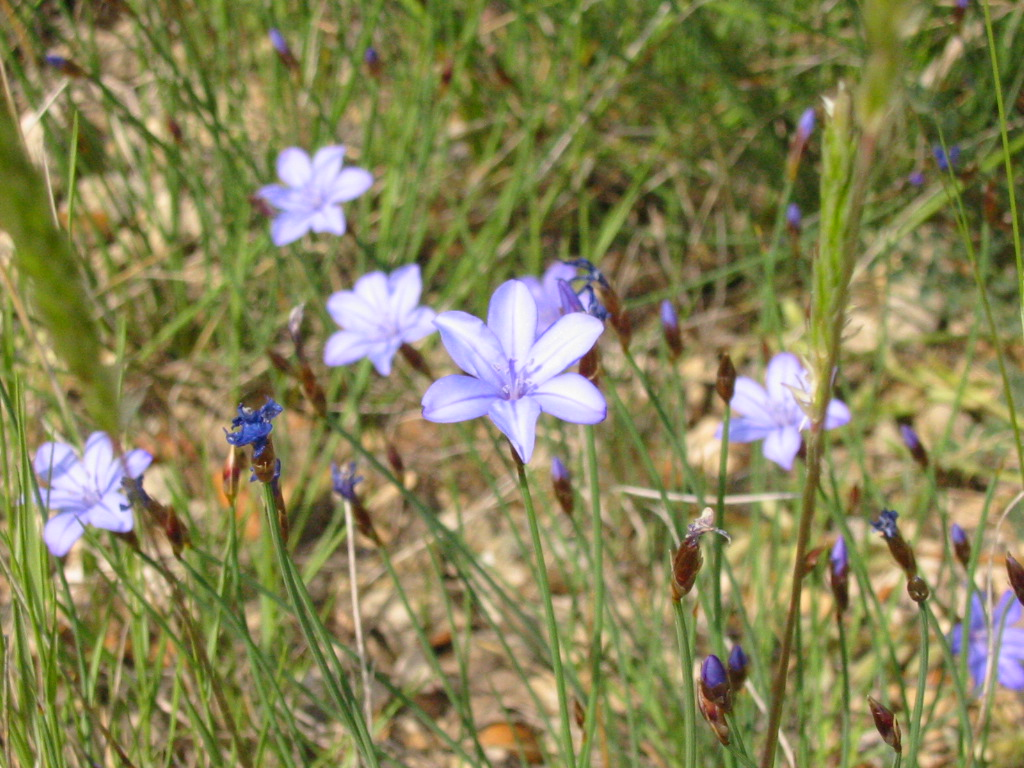
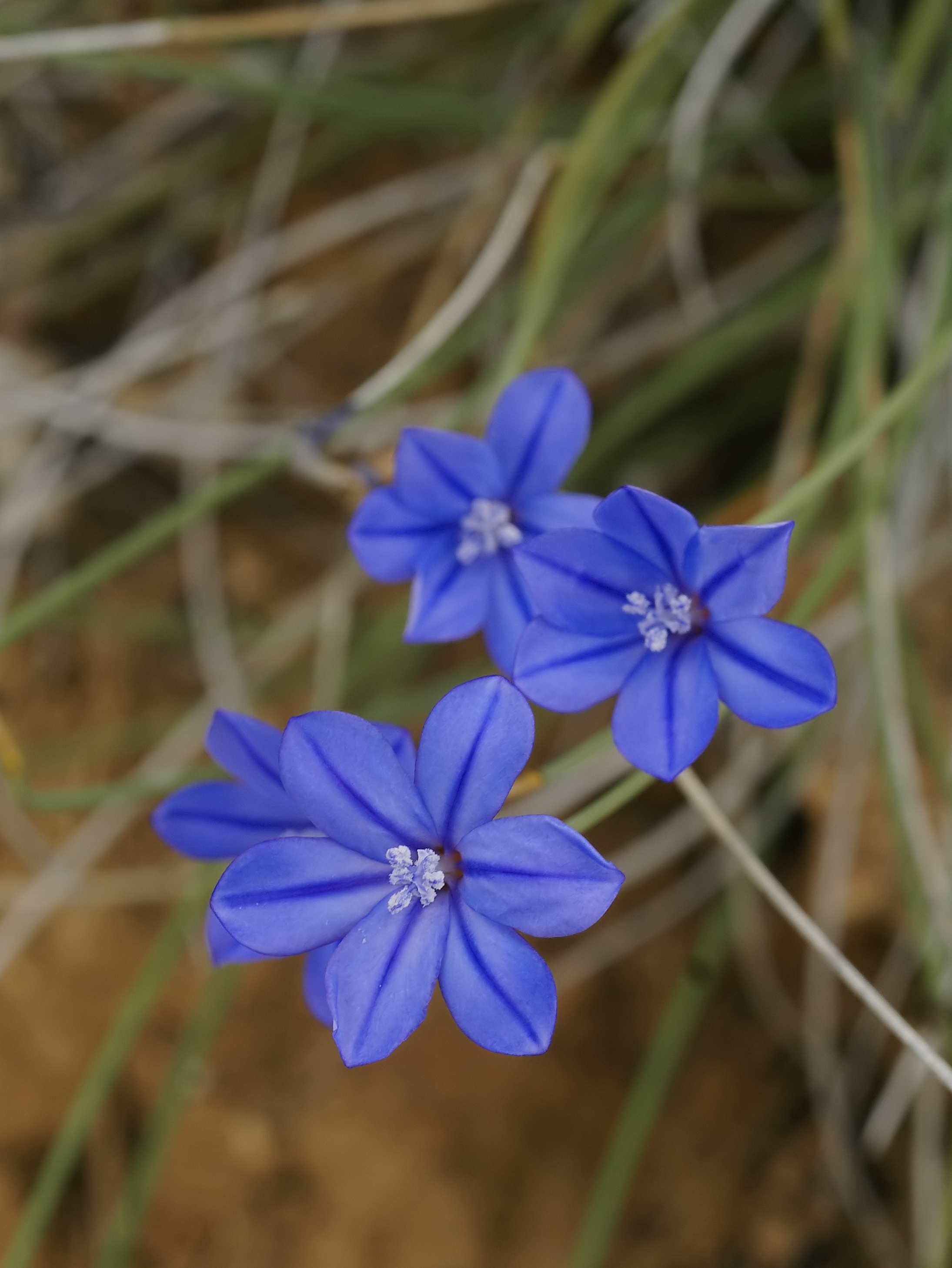
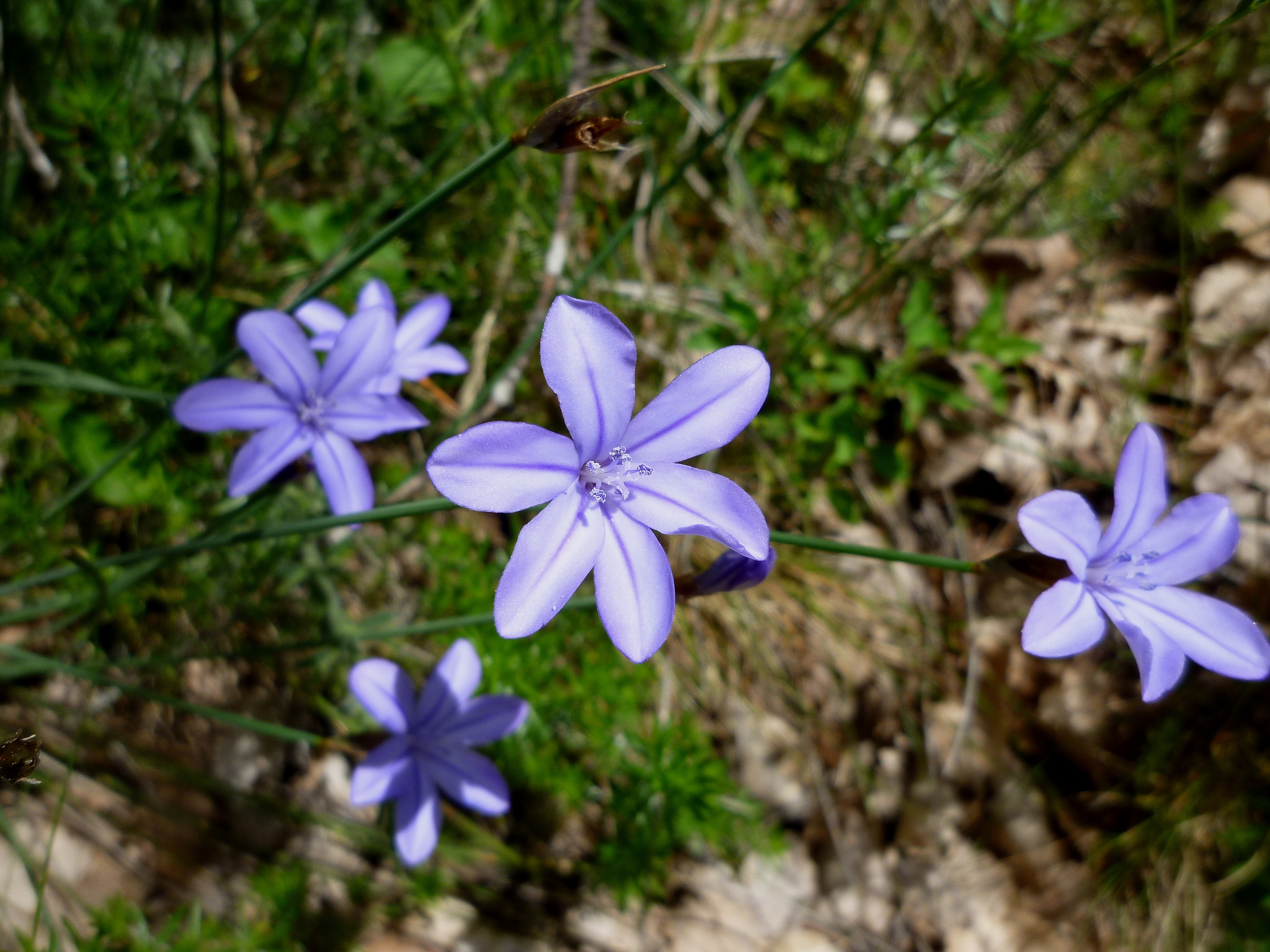
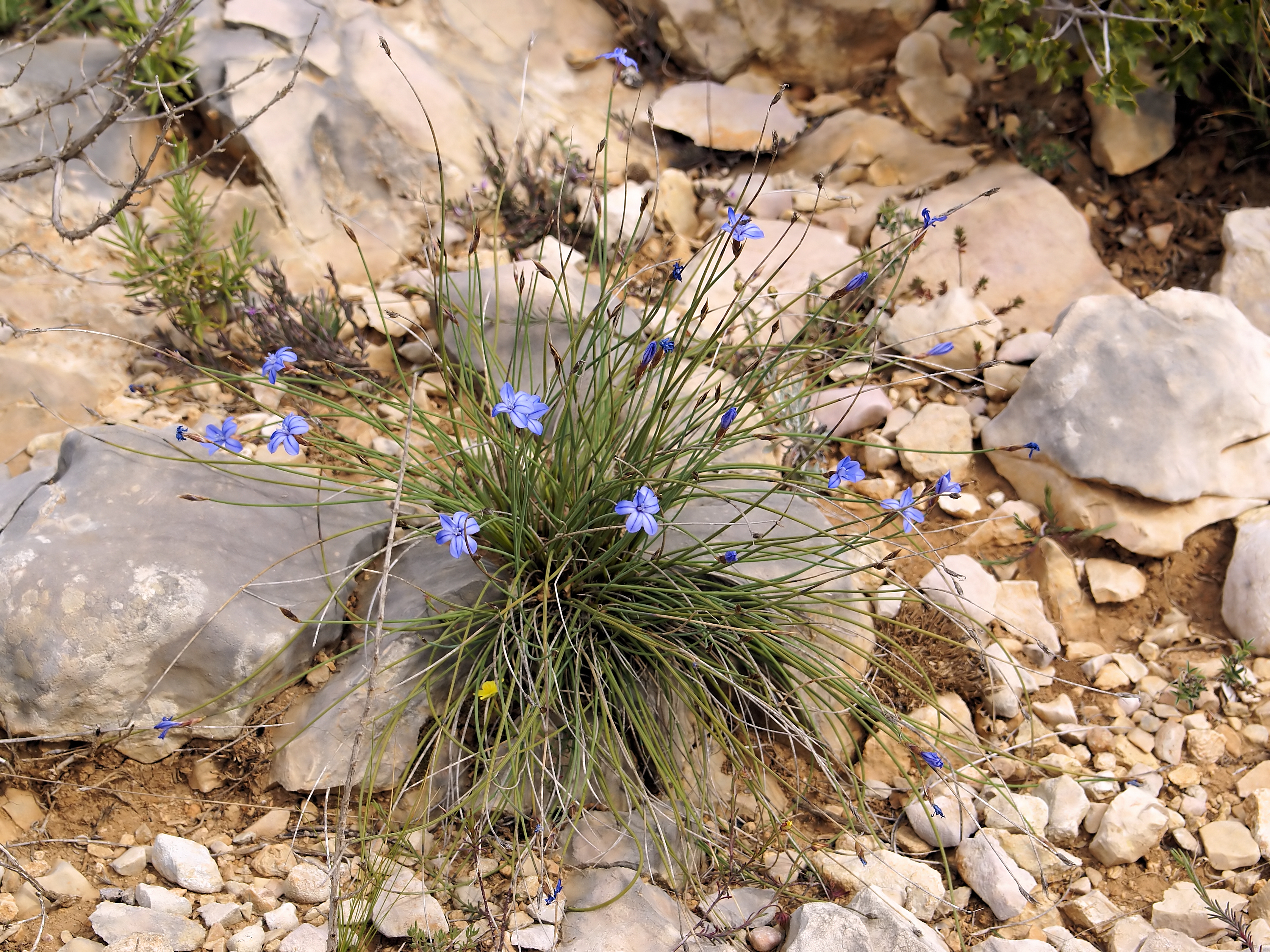

## Classificação do lineana do género Aphyllanthes
| Sistema | Classificação                     | Referência               |
| ------- | --------------------------------- | ------------------------ |
| Linné   | Classe Hexandria, ordem Monogynia | Species plantarum (1753) |